# Environmentální podnikání
Environmentální podnikání označuje takovou podnikatelskou činnost, která vede k šetrnějšímu zacházení s životním prostředím. Často se označuje jako zelené podnikání.
Lze jej rozdělit do dvou typů:
- podnikání, které produkuje environmentálně šetrné výrobky či služby (jako příklady lze uvést ekokosmetiku či ekoturistiku)
- podnikání, které při tvorbě svých produktů využívá environmentálně šetrné technologie

Tyto dvě skupiny se navzájem nevylučují. Naopak lze často nalézt podniky, které vyrábí environmentálně šetrné produkty šetrnými technologiemi.
Kromě aspektu environmentálního se u takovýchto podniků lze setkat i s pozitivními sociálními dopady, často se tedy jedná o společensky prospěšné podnikání.

## Příklady environmentálních podniků
- carsharingové družstvo autonapůl.cz
- kavárna U tří ocásků
- Sonnentor
- bioplynové stanice
- vídeňské cyklotaxi
- drobné elektrárny obnovitelných zdrojů